# 花胡硕苏木
花胡硕苏木，是中华人民共和国内蒙古自治区通辽市科尔沁左翼中旗下辖的一个乡镇级行政单位。“花”意思是土丘，蒙古语译“黄坨”。“胡硕”（本意为尖头，作为区划汉译“旗”），指三角地形的尖端。“花胡硕”即在黄坨边峰上的意思。

## 行政区划
花胡硕苏木下辖以下地区：
大伙房嘎查、巴图巴雅尔嘎查、明亮嘎查、尚辛艾勒嘎查、洪戈尔敖包嘎查、东珠日很忙哈嘎查委员会、格根仓嘎查、道本艾勒嘎查、南骆驼场嘎查、北骆驼场嘎查、敖包艾勒嘎查、南乌恩查干嘎查、北乌恩查干嘎查、毛敦艾勒嘎查委员会、哈根庙嘎查、巴彦温都尔嘎查、南柴达木嘎查、北柴达木嘎查、巴格塔拉嘎查、公爷仓嘎查和乃门他拉水库村社区。